# Бад-Франкенхаузен-Кифхойзер
Бад-Франкенхаузен-Кифхойзер (нем. Bad Frankenhausen) — город в Германии, в земле Тюрингия.
Входит в состав района Кифхойзер. Население составляет 8962 человека (на 31 декабря 2010 года). Занимает площадь 56,55 км². Официальный код — 16 0 65 003.
С 1 декабря 2007 года к городу был присоединён город Эсперштедт.

## Известные уроженцы, жители
Dapayk (при рождении Никлас Воргт (нем. Niklas Worgt), род. 1978) — немецкий музыкант, владелец музыкального лейбла и продюсер техно.